# Maria Thorisdottir
Maria Thorisdottir (1993. június 5. –) norvég női válogatott labdarúgó. Az angol Chelsea védőjátékosa.

## Pályafutása

### Klubcsapatokban
2021. január 22-én a Manchester United csapatához igazolt.

### A válogatottban
2008 és 2015 között Norvégia összes korosztályos válogatottjában szerepelt. A 2015-ös Algarve-kupán pedig kezdőként mutatkozhatott be az Izland elleni 1–0-ás győzelem alkalmával március 6-án.

## Sikerei

### Klubcsapatokban
Angol bajnok (1):
- Chelsea (1): 2017–18, 2019–20

 Angol kupagyőztes (1):
- Chelsea (1): 2017–18

 FA Women's League Cup (1): 2019–20
- Chelsea (1): 2019–20

 Women's FA Community Shield (1): 2020
- Chelsea (1): 2020

### A válogatottban
Norvégia
- U19-es Európa-bajnoki ezüstérmes: 2011
- Algarve-kupa győztes: 2019
- Algarve-kupa bronzérmes : 2020

## Magánélet
Norvég édesanyától és izlandi édesapától származik. Édesapja Þórir Hergeirsson a norvég női kézilabda-válogatott szövetségi kapitánya.
2014-ig a foci mellett párhuzamosan a norvég női kézilabda-bajnokságban is részt vett és a Sola, valamint a Stabæk csapatát erősítette.